# روبرت رودريغيز (ملاكم)
روبرت رودريغيز (بالإنجليزية: Robert Rodríguez)‏ (1 يوليو 1990 - ) هو ملاكم أمريكي، صنّف ضمن فئة وزن الريشة ‏.

## روابط خارجية
- روبرت رودريغيز على موقع بوكس ريك (الإنجليزية) (registration required)